# 히가시히라나이촌
히가시히라나이촌(東平内村)은 아오모리현 히가시쓰가루군에 설치되었던 촌이다. 현재의 히라나이정에 해당한다.

## 연혁
- 1889년 4월 1일 - 정촌제 시행과 함께 히가시쓰가루군 히가시히라나이촌이 성립하였다.
- 1955년 3월 31일 - 고미나토정, 니시히라나이촌과 합병해 히라나이정이 되어 소멸하였다.

## 교통

### 철도
- 일본국유철도 도호쿠 본선
  - 시미즈가와역- 가리바사와역

## 참고문헌
- 『市町村名変遷辞典』東京堂出版、1990年。
- 『青森県市町村合併誌』567頁「第三編 第一章合併に至るまでの経緯の概要及び合併当時の市町村の状況 第八節平内町」。
- 東奥日報社 編『青森県人名事典』東奥日報社、2002年。ISBN 4-88561-065-6。